# Pierre Deschamps
Pierre Deschamps (Schaarbeek, 5 mei 1921 - Elzele, 26 maart 2008) was een Belgisch volksvertegenwoordiger en senator.

## Levensloop
Na de humaniora in 1939 te hebben beëindigd in het college van Zinnik, vatte hij studies rechten aan de Université catholique de Louvain. Na de uitbraak van de Tweede Wereldoorlog in 1940 belandde Deschamps als vluchteling in Frankrijk, waar hij actief was in het onderwijs. Na het einde van de oorlog promoveerde hij aan de UCL tot doctor in de rechten en vestigde hij zich als advocaat in Doornik.
Lid geworden van de PSC, werd hij een trouwe medewerker van Pierre Wigny, op wiens ministeriële kabinetten hij werkzaam was in de periodes 1948-1950, 1958-1961 en 1965-1968. In 1971 werd hij nationaal mandataris voor zijn partij toen hij werd aangesteld tot provinciaal senator voor Henegouwen. In 1977 ruilde Deschamps de Senaat in voor de Kamer, waar hij verkozen was als volksvertegenwoordiger voor het arrondissement Doornik-Aat-Moeskroen. Hij vervulde de functie tot in 1981. Door de toen bestaande dubbelmandaten zetelde hij van 1971 tot 1980 eveneens in de Cultuurraad voor de Franse Cultuurgemeenschap, van 1974 tot 1977 in de voorlopige Waalse Gewestraad en van 1980 tot 1981 in de Waalse Gewestraad en de Raad van de Franse Gemeenschap.
Deschamps werd in 1974 lid van het Europees Parlement en behoorde tot de eerste rechtstreeks verkozenen in 1979. Hij vervulde dit mandaat tot in 1984. Van 1977 tot 1979 was hij in deze assemblee eerste ondervoorzitter.
Op lokaal politiek niveau werd hij in 1946 verkozen tot gemeenteraadslid van Elzele. In 1971 werd hij schepen van de gemeente, tot in 1982. Deschamps bleef daarna nog tot eind 1994 in de gemeenteraad zetelen.